# هایاته تاکه
هایاته تاکه (انگلیسی: Hayate Take؛ زادهٔ ۱۷ ژوئیهٔ ۱۹۹۵) بازیکن فوتبال اهل ژاپن است.